# Pavillonens hemmelighed
Pavillonens hemmelighed è un mediometraggio del 1916, diretto ed interpretato da Karl Mantzius, su sceneggiatura di Carl Theodor Dreyer. 

## Trama
Karl Frank, investigatore della polizia, fa conoscenza, sulla nave che lo riporta a casa dopo una trasferta di lavoro, del conte Kuno von Kral e di sua sorella Margit. Poi, a rapporto dai suoi superiori, Karl viene informato del probabile tentativo di rapina che, secondo alcune indiscrezioni, si tenterà la notte stessa ai danni del gioielliere Schwartz. Karl fa la guardia, la notte, insieme al gioielliere, ma entrambi vengono sopraffatti dal ladro, che li lega e fugge.
Tempo dopo Karl è in visita presso la residenza dei conti von Kral, e comincia a fare la corte a Margit, il che provoca la contrarietà del fratello, che intima all'investigatore di andarsene e di non farsi più vedere. Ma Karl penetra di soppiatto nei giardini della magione dei von Kral, e viene attaccato dal cane da guardia, e dal padrone, che si rivela essere il ladro della gioiellieria Schwartz.
Kuno confessa a Karl che il suo prossimo colpo sarà nientedimeno che ai gioielli della corona, e, con l'aiuto di una bevanda drogata che gli somministra, lo convince a fargli da complice, in cambio del libero accesso alla sorella. I due penetrano quindi nel Castello di Rosenborg, dove è custodito il tesoro, mescolandosi ai turisti, e, dopo l'orario di chiusura, mettono a segno il colpo.
Kuno fugge dapprima su un'auto rubata, poi su una barca a motore mentre Karl, esibendo il proprio distintivo della polizia, si unisce alle forze dell'ordine che inseguono il conte. Kuno, mirando agli inseguitori, colpisce con un colpo d'arma da fuoco Karl, uccidendolo, poi penetra nel proprio padiglione, dove aveva ammassato i bottini delle sue varie rapine, e, raccattati quanti più gioielli possibili, travestito, si dà alla fuga con la sorella, dopo aver fatto saltare in aria il padiglione, riuscendo ad imbarcarsi impunito su una nave.